# Levente Lengyel
Levente Lengyel (Debrecen, 13 de junio de 1933-Budapest, 18 de agosto de 2014) fue un Gran Maestro Internacional de ajedrez húngaro.

## Biografía
Lengyel consiguió el título de Maestro Internacional en 1962 y se convirtió en Gran Maestro en 1964. Su calificación final publicada de la federación internacional de ajedrez FIDE fue 2293, aunque no estuvo activo durante varios años. En su apogeo, fue considerado un gran maestro, compitiendo con su nación en el más alto nivel y ganando medallas. Murió en Budapest en 2014.

## Notable team results
Lengyel jugó por Hungría en seis Olympiadas entre 1960 y 1970.  Sus resultados más notables fueron:
- 15º Olimpiada de Ajedrez 1962 Varna - Lengyel marcó un 8½/12 recibiendo la medalla de bronce a nivel individual y Hungría acabó quinto.
- 17º Olimpiada de Ajedrez 1966 La Habana - Lengyel marcó 4/10 y Hungría consiguió la medalla de bronce.
- 19º Olimpiada de Ajedrez 1970 Siegen - Lengyel marcó 5½/12 y Hungría consiguió la medalla de plata.

Su palmarés general en las Olimpiadas fue 41 puntos de 70 partidas.
Lengyel también jugó el Campeonato de Europa de ajedrez por equipos en tres ocasiones entre 1961 y 1970.  Sus resultados fueron los siguientes:
- 2º en 1961 Oberhausen - Lengyel puntuó 5½/10 y Hungría consiguió la medalla de bronce.
- 3º en 1965 Hamburgo - Lengyel puntuó 5½/10 y recibió la medalla de bronce a nivel individual. Hungría consiguió la medalla de bronce.
- 4º en 1970 Kapfenberg - Lengyel puntuó 3½/7. Hungría consiguió la medalla de plata.

## Resultados destacados
- 1962 Campeonato de Hungría (Budapest) 1º= (derrota ante Lajos Portisch en un playoff)
- 1963 Enschede Zonal 2º= (con Klaus Darga, por detrás de Svetozar Gligoric)
- 1964 Campeonato de Hungría (Budapest) 3º= (por detrás de Portisch)
- 1964 Málaga 2nd= 7½/11 (con Portisch, ganador Arturo Pomar 8½)[4]
- 1966 Memorial Polanica Zdroj Rubinstein 2º= 9/14 (con Heinz Liebert, por detrás de Vasily Smyslov 11)[5]
- 1968 Solingen 1º (por delante de Bruno Parma, Ludek Pachman, Laszlo Szabo y Jan Hein Donner)
- 1972 Bari 1º
- 1972-73 Reggio Emilia 1º= 7/11 (con Luben Popov)[6]
- 1977 Budapest 1º
- 1977 Virovitica 1º
- 1977-78 Gausdal 1º
- 1980 Val Thorens 1º
- 1982 Val Thorens 1º= (con Miodrag Todorcevic)

Lengyel también jugó el Ámsterdam Interzonal de 1964, una ronda preliminar del Campeonato del mundo, acabando en la 12.ª posición con 13/23 (el ganador fue Smyslov con 17).